# 彼得斯堡 (北卡羅萊納州昂斯洛縣)
彼得斯堡（英語：Petersburg）是位於美國北卡羅萊納州昂斯洛縣的非建制地區。

## 地理
彼得斯堡所處的海拔為高於海平面17米（即56英呎），而該地所採用的時區為UTC-5，即北美东部时区（EST）。同時該地設有夏令時間，為UTC-5調快一小時，即UTC-4（EDT）。